# 민성준 (축구 선수)
민성준(1999년 7월 22일~)은 대한민국의 축구선수이다. 현재 K리그1의 인천 유나이티드에서 뛰고 있다. 포지션은 골키퍼이다.

## 클럽 경력
2020시즌을 앞두고 인천 유나이티드에 입단하면서 프로 커리어를 시작했다. 입단 직후 J2리그의 몬테디오 야마가타로 2년간 임대되었다.